# Olympische Sommerspiele 1956/Leichtathletik – 5000 m (Männer)

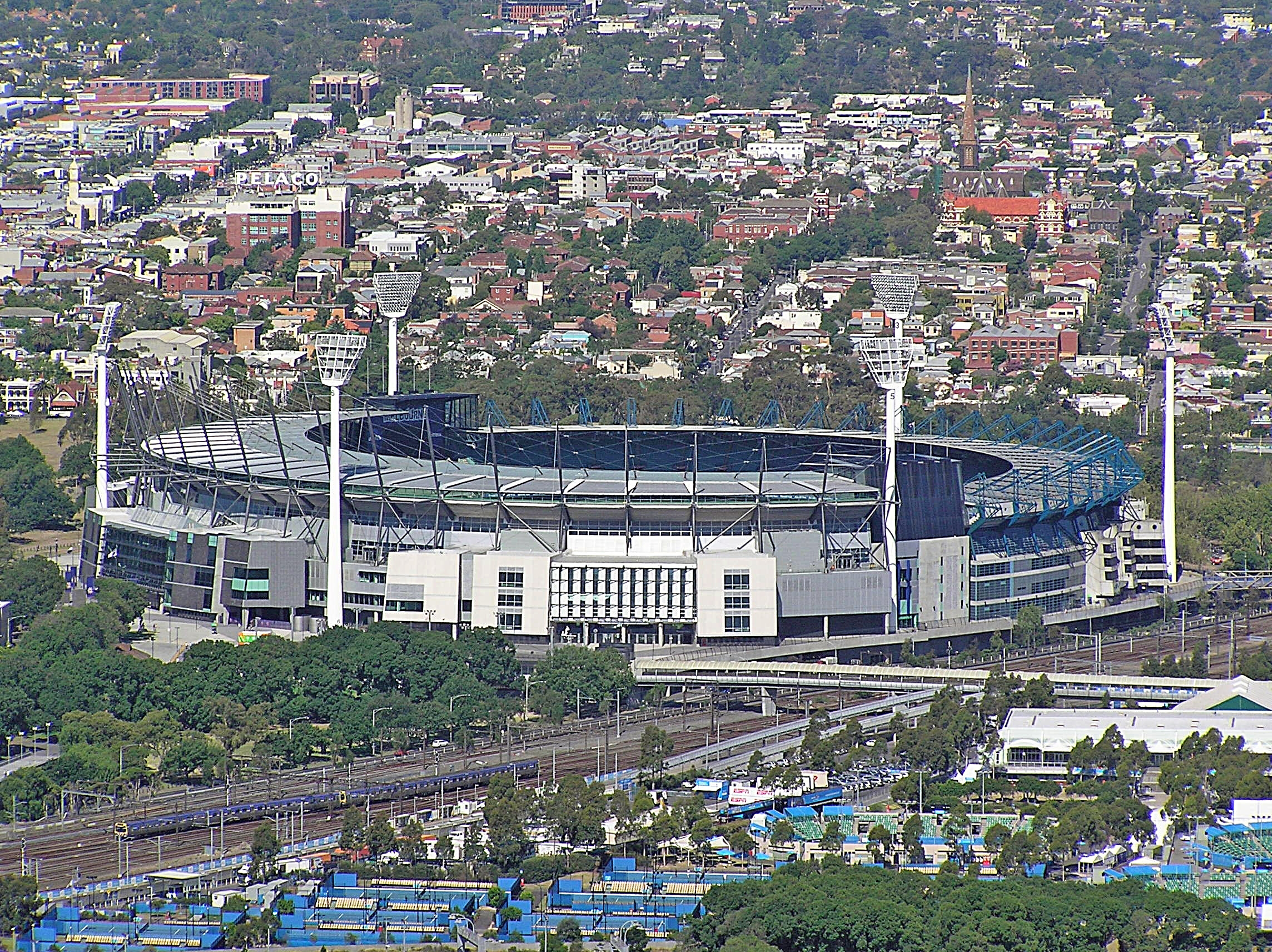
Melbourne Cricket Ground, Olympiastadion (hier im Jahr 2008)

Der 5000-Meter-Lauf der Männer bei den Olympischen Spielen 1956 in Melbourne wurde am 26. und 28. November 1956 im Melbourne Cricket Ground ausgetragen. 23 Athleten nahmen teil.
Olympiasieger wurde Wolodymyr Kuz aus der Sowjetunion. Er gewann vor den beiden Briten Gordon Pirie und Derek Ibbotson.
Schweizer und österreichische Athleten nahmen nicht teil. Zwei Deutsche gingen an den Start. Herbert Schade, Bronzemedaillist von 1952, erreichte das Finale und belegte dort Rang zwölf. Friedrich Janke schied als Sechster seines Vorlaufes aus.

## Rekorde

### Bestehende Rekorde
| Weltrekord         | 13:36,8 min | Gordon Pirie ( Großbritannien)   | Bergen, Norwegen              | 19. Juni 1956 |
| Olympischer Rekord | 14:06,6 min | Emil Zátopek ( Tschechoslowakei) | Finale von Helsinki, Finnland | 24. Juli 1952 |

### Rekordverbesserung
Der sowjetische Olympiasieger Wolodymyr Kuz verbesserte den bestehenden olympischen Rekord im Finale am 1. Dezember um 27 Sekunden auf 13:39,6 min. Zum Weltrekord fehlten ihm 2,8 Sekunden.

## Durchführung des Wettbewerbs
23 Athleten traten am 26. November zu drei Vorläufen an. Die jeweils fünf besten Läufer – hellblau unterlegt – qualifizierten sich für das Finale, das am 28. November stattfand.

## Zeitplan
26. November, 15:50 Uhr: Vorläufe

28. November, 16:45 Uhr: Finale
Anmerkung: Alle Zeitangaben sind Ortszeit von Melbourne (UTC + 10)

## Vorläufe
Datum: 26. November 1956, ab 15:50 Uhr

### Vorlauf 1

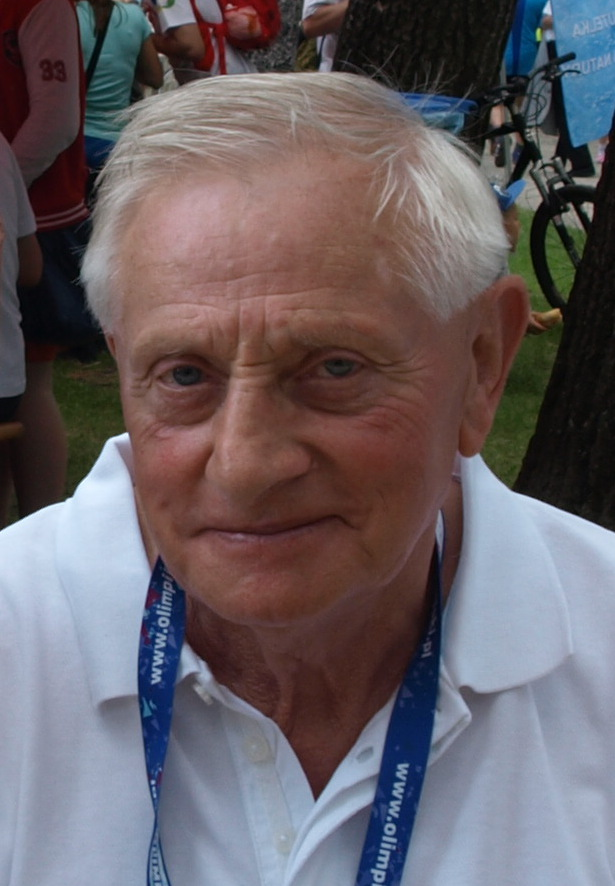
Kazimierz Zimny erreichte im ersten Vorlauf nicht das Ziel

| Platz | Name             | Nation         | Offizielle Zeit handgestoppt | Inoffizielle Zeit elektronisch |
| ----- | ---------------- | -------------- | ---------------------------- | ------------------------------ |
| 1     | Gordon Pirie     | Großbritannien | 14:25,6 min                  | 14:25,69 min                   |
| 2     | Veliša Mugoša    | Jugoslawien    | 14:25,6 min                  | 14:25,71 min                   |
| 3     | Bill Dellinger   | USA            | 14:26,8 min                  | 14:26,92 min                   |
| 4     | Pjotr Bolotnikow | Sowjetunion    | 14:28,0 min                  | 14:28,17 min                   |
| 5     | Thyge Thøgersen  | Dänemark       | 14:29,0 min                  | 14:29,34 min                   |
| 6     | Arere Anentia    | Kenia          | 14:37,0 min                  | 14:37,30 min                   |
| 7     | Rune Åhlund      | Schweden       | 15:12,0 min                  | k. A.                          |
| DNF   | Kazimierz Zimny  | Polen          |                              |                                |
| DNS   | Ali Baghbanbashi | Iran           |                              |                                |
| DNS   | Ernst Larsen     | Norwegen       |                              |                                |
| DNS   | John Landy       | Australien     |                              |                                |

### Vorlauf 2
| Platz | Name                  | Nation         | Offizielle Zeit handgestoppt | Inoffizielle Zeit elektronisch |
| ----- | --------------------- | -------------- | ---------------------------- | ------------------------------ |
| 1     | Allan Lawrence        | Australien     | 14:14,6 min                  | 14:14,67 min                   |
| 2     | Wolodymyr Kuz         | Sowjetunion    | 14:15,4 min                  | 14:15,47 min                   |
| 3     | László Tábori         | Ungarn         | 14:18,6 min                  | 14:18,75 min                   |
| 4     | Derek Ibbotson        | Großbritannien | 14:18,8 min                  | 14:18,78 min                   |
| 5     | Herbert Schade        | Deutschland    | 14:18,8 min                  | 14:19,25 min                   |
| 6     | Ilmari Taipale        | Finnland       | 14:24,2 min                  | k. A.                          |
| 7     | Curtis Stone          | USA            | 14:52,0 min                  | k. A.                          |
| 8     | Doug Kyle             | Kanada         | 14:59,0 min                  | k. A.                          |
| DNS   | Ali Baghbanbashi      | Iran           |                              |                                |
| DNS   | Ernst Larsen          | Norwegen       |                              |                                |
| DNS   | Zdzisław Krzyszkowiak | Polen          |                              |                                |

### Vorlauf 3

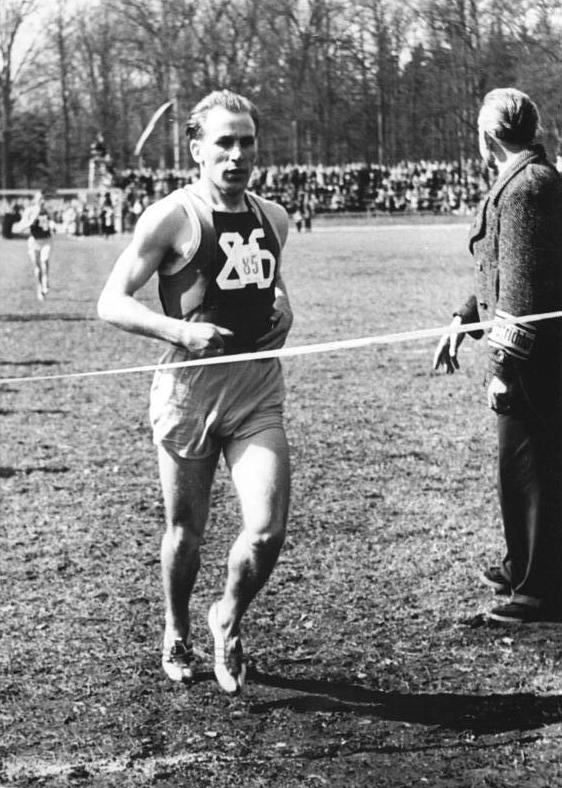
Friedrich Janke (hier bei den DDR-Meisterschaften 1958 im Waldlauf) – ausgeschieden als Sechster des dritten Vorlaufs

| Platz | Name                   | Nation           | Offizielle Zeit handgestoppt | Inoffizielle Zeit elektronisch |
| ----- | ---------------------- | ---------------- | ---------------------------- | ------------------------------ |
| 1     | Albie Thomas           | Australien       | 14:14,2 min                  | 14:14,41 min                   |
| 2     | Nyandika Maiyoro       | Kenia            | 14:29,4 min                  | 14:29,59 min                   |
| 3     | Iwan Tschernjawskyj    | Sowjetunion      | 14:32,4 min                  | 14:32,49 min                   |
| 4     | Miklós Szabó           | Ungarn           | 14:32,6 min                  | 14:32,83 min                   |
| 5     | Christopher Chataway   | Großbritannien   | 14:32,6 min                  | 14:32,87 min                   |
| 6     | Friedrich Janke        | Deutschland      | 14:40,6 min                  | 14:40,89 min                   |
| 7     | Jerzy Chromik          | Polen            | 14:51,4 min                  | k. A.                          |
| DNS   | Demissie Gamatcho      | Äthiopien        |                              |                                |
| DNS   | Alain Mimoun           | Frankreich       |                              |                                |
| DNS   | Georgios Papavasileiou | Griechenland     |                              |                                |
| DNS   | Emil Zátopek           | Tschechoslowakei |                              |                                |
| DNS   | Max Truex              | USA              |                              |                                |

## Finale
Datum: 28. November 1956, 16.45 Uhr
| Platz | Name                 | Nation         | Offizielle Zeit handgestoppt | Inoffizielle Zeit elektronisch |
| ----- | -------------------- | -------------- | ---------------------------- | ------------------------------ |
| 1     | Wolodymyr Kuz        | Sowjetunion    | 13:39,6 min OR               | 13:39,86 min                   |
| 2     | Gordon Pirie         | Großbritannien | 13:50,6 min                  | 13:50,78 min                   |
| 3     | Derek Ibbotson       | Großbritannien | 13:54,4 min                  | 13:54,60 min                   |
| 4     | Miklós Szabó         | Ungarn         | 14:03,4 min                  | 14:03,38 min                   |
| 5     | Albie Thomas         | Australien     | 14:04,6 min                  | 14:05,03 min\|                 |
| 6     | László Tábori        | Ungarn         | 14:09,8 min                  | 14:09,99 min                   |
| 7     | Nyandika Maiyoro     | Kenia          | 14:19,0 min                  | 14:18,99 min                   |
| 8     | Thyge Thøgersen      | Dänemark       | 14:21,0 min                  | 14:21,81 min                   |
| 9     | Pjotr Bolotnikow     | Sowjetunion    | 14:22,4 min                  | 14:22,63 min                   |
| 10    | Iwan Tschernjawskyj  | Sowjetunion    | 14:22,4 min                  | 14:22,67 min                   |
| 11    | Christopher Chataway | Großbritannien | 14:28,8 min                  | 14:28,63 min                   |
| 12    | Herbert Schade       | Deutschland    | 14:31,8 min                  | 14:31,90 min                   |
| DNF   | Bill Dellinger       | USA            |                              |                                |
| DNF   | Veliša Mugoša        | Jugoslawien    |                              |                                |

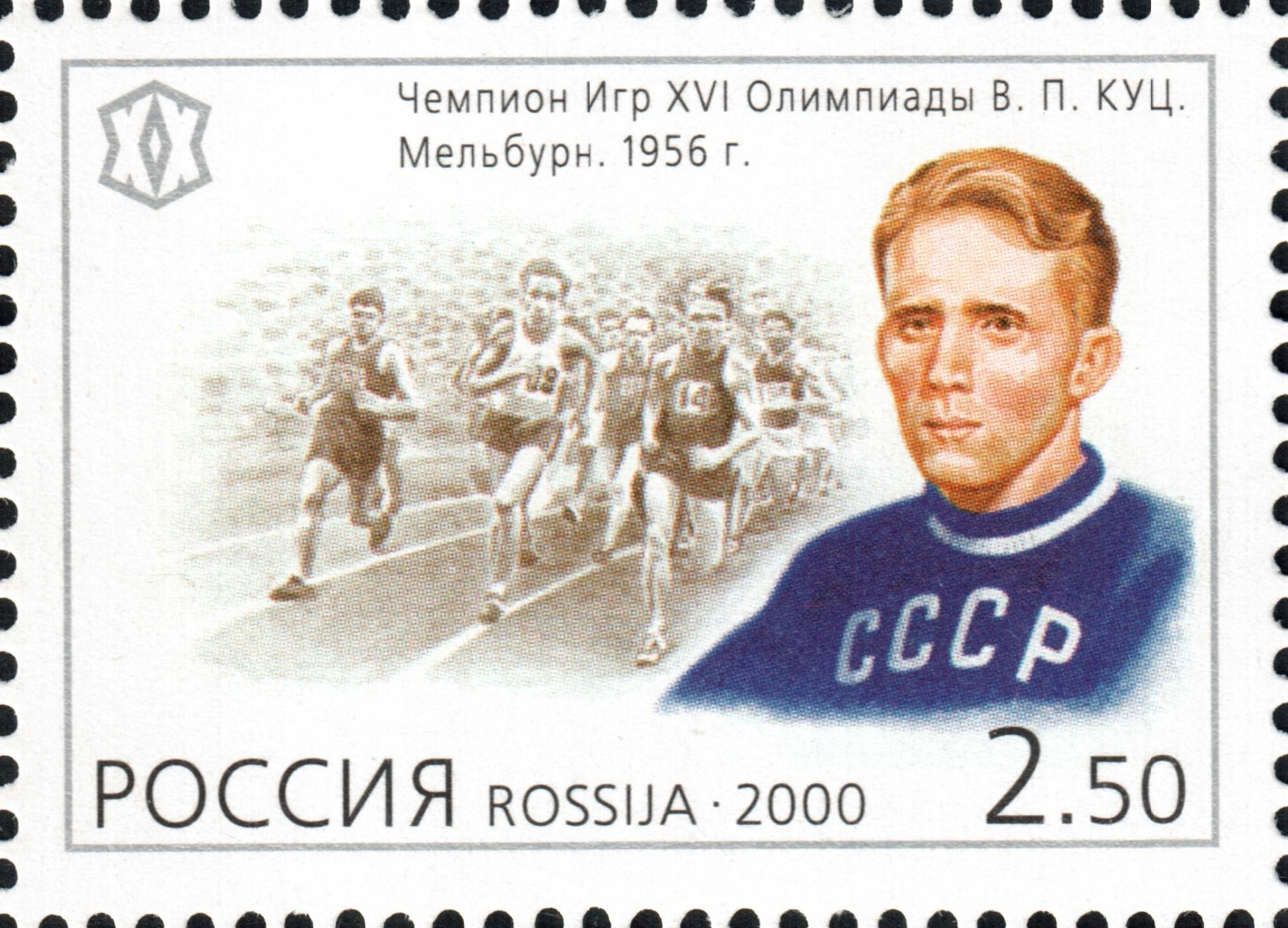
Olympiasieger Wolodymyr Kuz auf einer russischen Briefmarke aus dem Jahr 2000

Der Gewinner von 1952 Emil Zátopek aus der Tschechoslowakei trat hier in Melbourne nur im Marathonlauf an. Als Favoriten wurden vor allem drei Athleten gehandelt: der sowjetische Läufer Wolodymyr Kuz, Europameister von 1954, Vizeeuropameister Christopher Chataway aus Großbritannien sowie der aktuelle Weltrekordinhaber Gordon Pirie, wie Chataway aus Großbritannien. Sándor Iharos aus Ungarn, der 1955 und 1956 mehrere Weltrekorde im  Mittel- und Langstreckenbereich verbessert hatte, trat bei diesen Spielen nicht an.
Im Finale übernahm Kuz nach seinem Sieg über 10.000 Meter von Beginn an die Führung. Das von ihm vorgelegte Tempo war hoch – 1000 m: 2:40,1 min / 2000 m: 5:26,2 min / 3000 m: 8:11,2 m. Nur die drei Briten Chataway, Pirie und Derek Ibbotson konnten bis ca. zur 4000-Meter-Marke folgen. Chataway, von Magenkrämpfen gepeinigt, musste als erster abreißen lassen und fiel bis auf Platz elf zurück. Nun legte Kuz seine schon bekannten Zwischenspurts ein. Da war es auch um Pirie, der im Rennen über 10.000 Meter noch versucht hatte, auf Biegen und Brechen den Kontakt zu Kuz zu halten, und Ibbotson geschehen. Kuz siegte mit einem Vorsprung von elf Sekunden und stellte dabei den sowjetischen Landesrekord ein. Dies war der größte Vorsprung, den ein Sieger in dieser Disziplin bei Olympischen Spielen jemals vor dem Silbermedaillengewinner hatte. Den olympischen Rekord seines Vorgängers verbesserte Kuz um 27 Sekunden. Pirie und Ibbotson konnten ihre Platzierungen halten und belegten die Ränge zwei und drei.
Wolodymyr Kuz errang den ersten sowjetischen Olympiasieg über 5000 Meter. Es war nach dem Sieg über die 10.000 Meter die zweite Goldmedaille für Kuz bei diesen Olympischen Spielen.

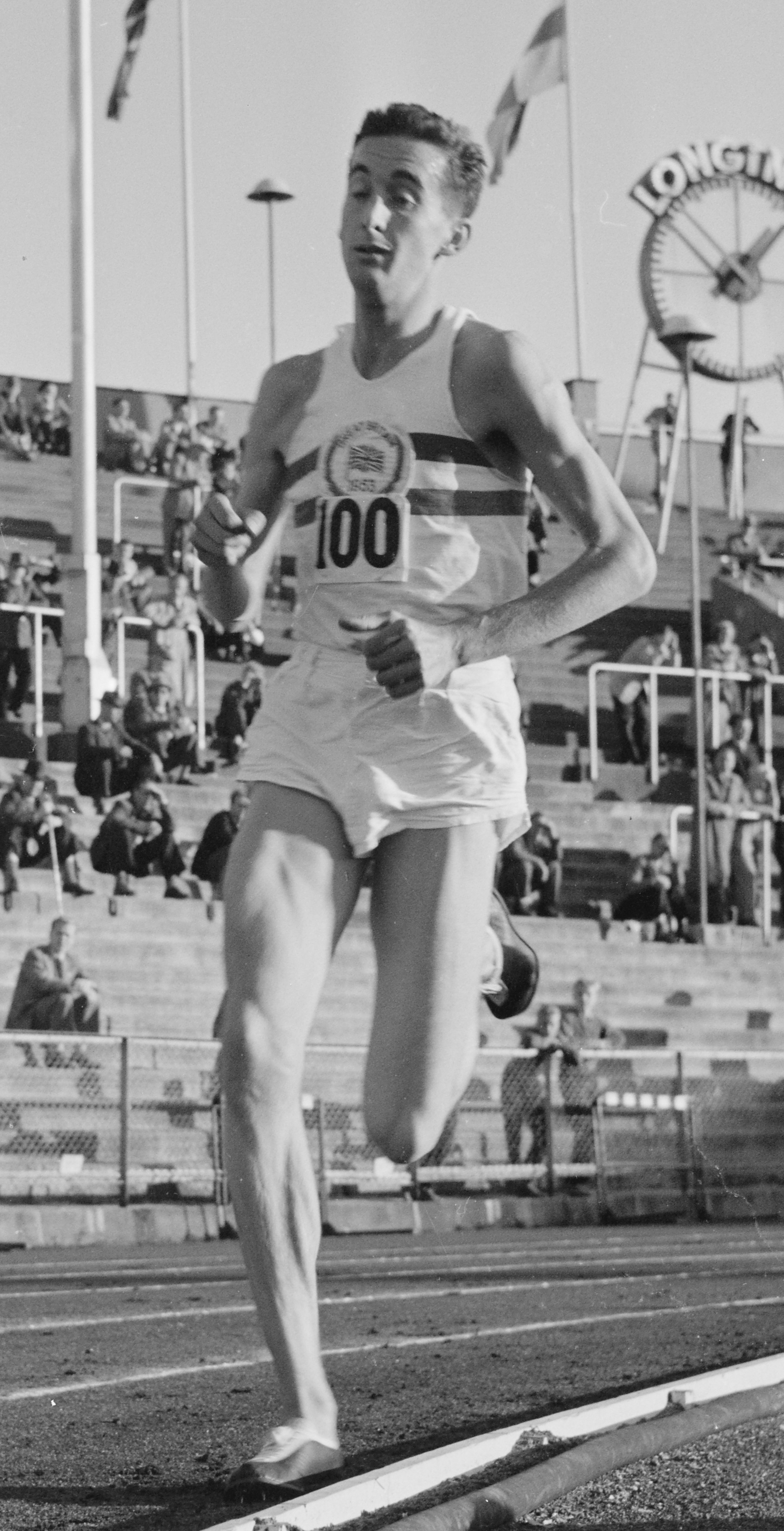
Weltrekordhalter Gordon Pirie gewann die Silbermedaille
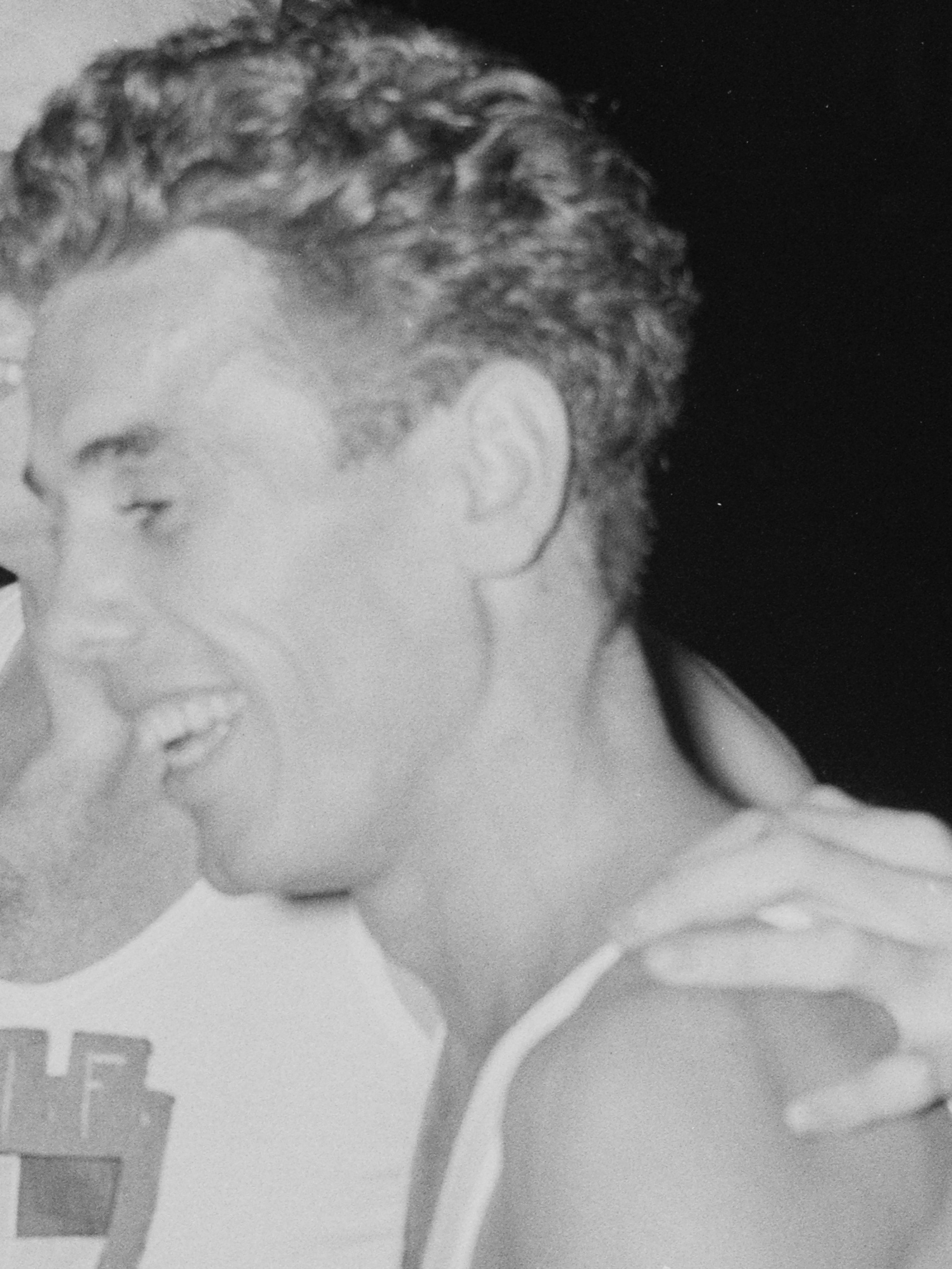
Der sechstplatzierte László Tábori
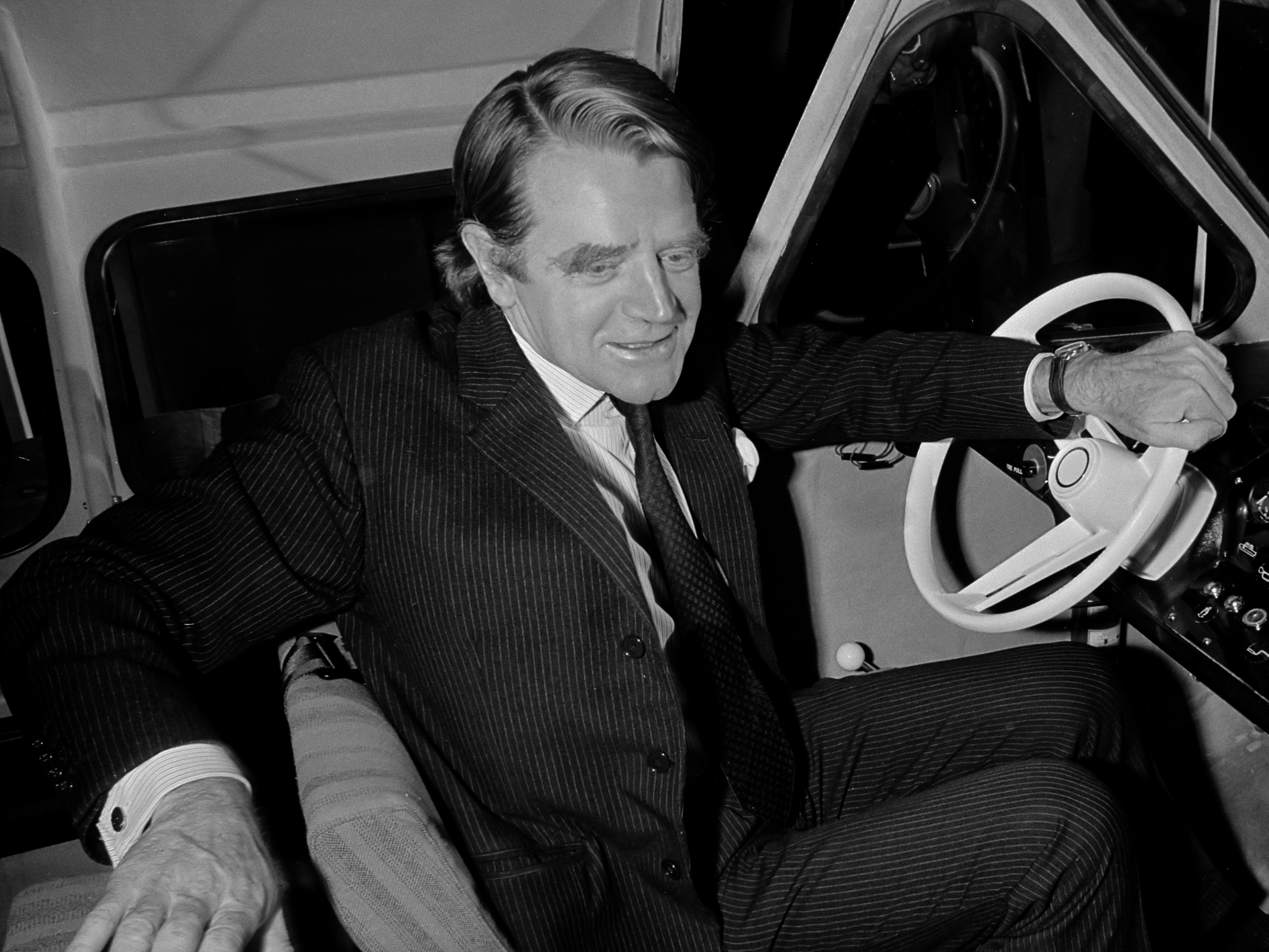
Christopher Chataway (hier im Jahr 1972) belegte Rang elf

## Videolinks
- VLADIMIR KUTS | 5000m | Athletics | Olympic Games | Melbourne 1956, youtube.com, abgerufen am 14. August 2021
- Melbourne 1956 | VLADIMIR KUTS | 5000m | Athletics | Olympic Summer Games, youtube.com, abgerufen am 14. August 2021
- USSR, CCCP, Vladimir Kuts 1956 Olympic champion, auf youtube.com, abgerufen am 2. Oktober 2017
- Melbourne 1956 Official Olympic Film - Part 5 | Olympic History, Bereich: 5:39 min bis 8:46 min, youtube.com, abgerufen am 14. August 2021